# Česnek viničný
Česnek viničný (Allium vineale) je druh jednoděložné rostliny z čeledi amarylkovitých.

## Popis
Jedná se o vytrvalou cca 30–80 cm vysokou rostlinu s podzemní cibulí, cibule je vejcovitá, asi 1–2 cm v průměru, kolem ní jsou často dceřiné žlutavé cibulky, obalné šupiny rozpadají v souběžná vlákna. Lodyha asi v dolní třetině až dvou třetinách zahalena pochvami listů. Listy jsou přisedlé, čepele jsou čárkovité, polooblé, duté, rýhované, asi 15–50 cm dlouhé a asi 1,5–4 mm široké. Květy jsou uspořádány do květenství, jedná se o lichookolík stažený šroubel), který je kulovitý a má asi 2–5 cm v průměru. V květenství se vytváří pacibulky, které souží k vegetativnímu rozmnožování. Někdy převažují květy (vzácněji pacibulky dokonce chybí), ale v některých případech se vytvoří květů jen několik a drtivě převažují pacibulky. Některé populace jsou zcela sterilní. Květenství je podepřeno neděleným toulcem, který je protažen v dlouhou špici. Okvětní lístky jsou cca 2,5-3,5 mm dlouhé a 1-1,5 mm široké, fialové. Tyčinky jsou o něco kratší nebo stejně dlouhé jako než okvětí, vnitřní nitky jsou rozšířené se 2 zoubky delšími než vlastní nitka. Plodem je tobolka.

## Rozšíření ve světě
Jedná se o druh s převážně evropským rozšířením, vyskytuje se na většině území Evropy – na sever po jižní Skandinávii, na východ po Ukrajinu. Málo přesahuje do severní Afriky a na Kavkaz. Byl zavlečen do USA, kde místy zdomácněl.

## Rozšíření v Česku
V ČR roste celkem hojně hlavně v teplejších oblastech od nížin do podhůří. Velmi výrazně na Moravě, kde je užíván také v kuchyni. Roste na mezích, v různých trávnících, po příkopech aj. V minulosti to býval i polní plevel, dnes už hodně jako plevel ustoupil mimo jiné díky hluboké orbě. Jako sterilní se vyskytuje i v luzích, v křovinách a akátinách.

## Zajímavost
Tento druh česneku se vyskytuje i v názvu francouzské obce Gugney-aux-Aulx, na jejímž území roste v hojném počtu.